# ششمین دالایی لاما
تسانگیانگ جیاتسو (انگلیسی: 6th Dalai Lama; ۱ مارس ۱۶۸۳ – ۱۵ نوامبر ۱۷۰۶) ششمین دالایی لاما اهل هند بود.
وی از سال ۱۶۹۷ تا ۱۷۰۶ به‌عنوان دالایی لاما رهبر بوداییان تبت شناخته می‌شده‌است.

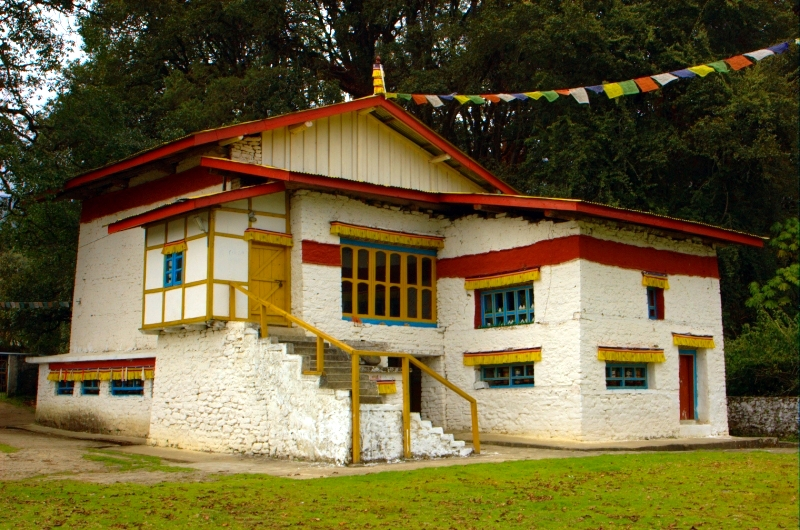
محل تولد ششمین دالایی لاما، صومعه اورگلینگ، تاوانگ